# Frýdnava
Frýdnava (také Fridnava, Fridnowa, Frydnawa německy Freudenau (1312), Friedenau, Frydenau, Fridenau ) je vesnice, část města Habry v okrese Havlíčkův Brod. Nachází se asi 3 km na sever od Habrů. V roce 2009 zde bylo evidováno 64 adres. V roce 2011 zde žilo 105 obyvatel. Protéká tudy potok Váhanka, který je levostranným přítokem říčky Hostačovky.
Frýdnava je také název katastrálního území o rozloze 5,67 km2.

## Historie obce
Obec Frýdnava je připomínána v letopisech ze 14. století. Král Přemysl Otakar II. mezi lety 1260 až 1278 usadil na území dnešní obce německé kolonisty, kteří obec podél cesty postavili a osídlili. Povolil jim také užívat znak orlice. V lednu 1442, když byla vojska krále Zikmunda u Habrů poražena husitským vojskem, byla Frýdnava spálena a obyvatelé zčásti pobiti vojskem krále Zikmunda a zčásti vypuzeni husity. Obec poté osídlili čeští rolníci. Po porážce stavovského povstání byla obec rekatolizována. To měl připománat nejprve dřevěný, od roku 1859 pak litinový kříž s podobou Ježíše Krista u rozcestí v severní části obce.
Během sedmileté války byli v panském hostinci v roce 1757 ubytováni rakouští generálové Hladík a Nagasdy. Na památku tažení francouzských vojsk a Vandammovy porážky z roku 1805 vztyčili místní obyvatelé u silnice na Habry nejdříve dřevěný, od roku 1840 pak kamenný kříž s podobou Ježíše Krista.
V roce 1843 měla obec 57 domů a žilo zde 364 obyvatel, z nichž byli všichni křesťané, kromě jedné osoby židovského vyznání. Farou a školu příslušela obec k Habrům. Po rakouské porážce v bitvě u Hradce Králové vesnicí 6. července 1866 ustupovala směrem k Vídni rakouská armáda (čítající pět tisíc vozů). O dva dny později vesnicí prošly dva pruské armádní sbory o 60 000 mužích. Obyvatelé ze strachu z pruského vojska utekli s majetkem do okolních lesů. Po tomto průchodu armád se mezi obyvateli rozšířila cholera, které patnáct obyvatel podlehlo. V roce 1882 byl založen místní sbor dobrovolných hasičů. Hasičský sbor měl po svém založení 26 členů a jeho prvním velitelem se stal Václav Vobořil.
Během první světové války bylo odvedeno padesát šest mužů. Po válce byl na památku osmi zemřelých mužů postaven pomník. V roce 1921 zde bylo 62 domů a žilo zde 314 obyvatel (150 mužů a 164 žen, z toho 309 katolíků, 4 protestanti a jedna osoba bez vyznání). Národnostně se všichni obyvatelé až na jednu osobu hlásili k národu československému.
V první polovině osmdesátých let 20. století byl vybudován silniční obchvat, kterým byla státní silnice I/38 přeložena na východ od obce. Obchvat navazoval na v té době dobudovaný obchvat Habrů. Od 1. ledna 1989 je obec součástí města Habry.

### Územněsprávní začlenění
- 1751: Země česká, čáslavský kraj, panství Golčův Jeníkov
- 1850: Země česká, soudní okres Habry[14]
- 1855: Země česká, čáslavský kraj, soudní okres Habry[14]
- 1862: Země česká, soudní okres Habry
- 1868: Země česká, politický okres Čáslav, soudní okres Habry[15]
- 1939: Země česká, Oberlandrat Kolín, politický okres Čáslav, soudní okres Habry[16]
- 1942: Země česká, Oberlandrat Praha, politický okres Čáslav, soudní okres Habry
- 1945: Země česká, politický okres Čáslav, soudní okres Habry[17]
- 1949: Pardubický kraj, okres Chotěboř[18][19]
- 1960: Kraj východočeský, okres Havlíčkův Brod[20]
- 1989: Kraj východočeský, okres Havlíčkův Brod, město Habry[10]
- 2000: Kraj Vysočina, okres Havlíčkův Brod, město Habry[21]
- 2003: Kraj Vysočina, okres Havlíčkův Brod, obec s rozšířenou působností Havlíčkův Brod, město Habry[22][23]

### Pamětihodnosti
- Pomník padlých ve světové válce
- Litinový kříž s podobou Ježíše Krista z roku 1859 (u rozcestí ve vsi)
- Kaple Narození Panny Marie z roku 1792
- Kamenný kříž s podobou Ježíše Krista z roku 1840 (u silnice k Habrům)

## Demografické údaje
| Rok      | 1843 | 1869 | 1880 | 1890 | 1900 | 1910 | 1921 | 1930 | 1950 | 1961 | 1970 | 1980 | 1989 | 1991 | 2001 | 2011 |
| -------- | ---- | ---- | ---- | ---- | ---- | ---- | ---- | ---- | ---- | ---- | ---- | ---- | ---- | ---- | ---- | ---- |
| Obyvatel | 364  | 345  | 392  | 334  | 324  | 318  | 314  | 309  | 251  | 229  | 200  | 152  | 122  | 125  | 110  | 105  |
| Domů     | 57   | 62   | 62   | 60   | 60   | 61   | 62   | 60   | 66   | 62   | 56   | 50   | 50   | 54   | 60   | 61   |

## Galerie

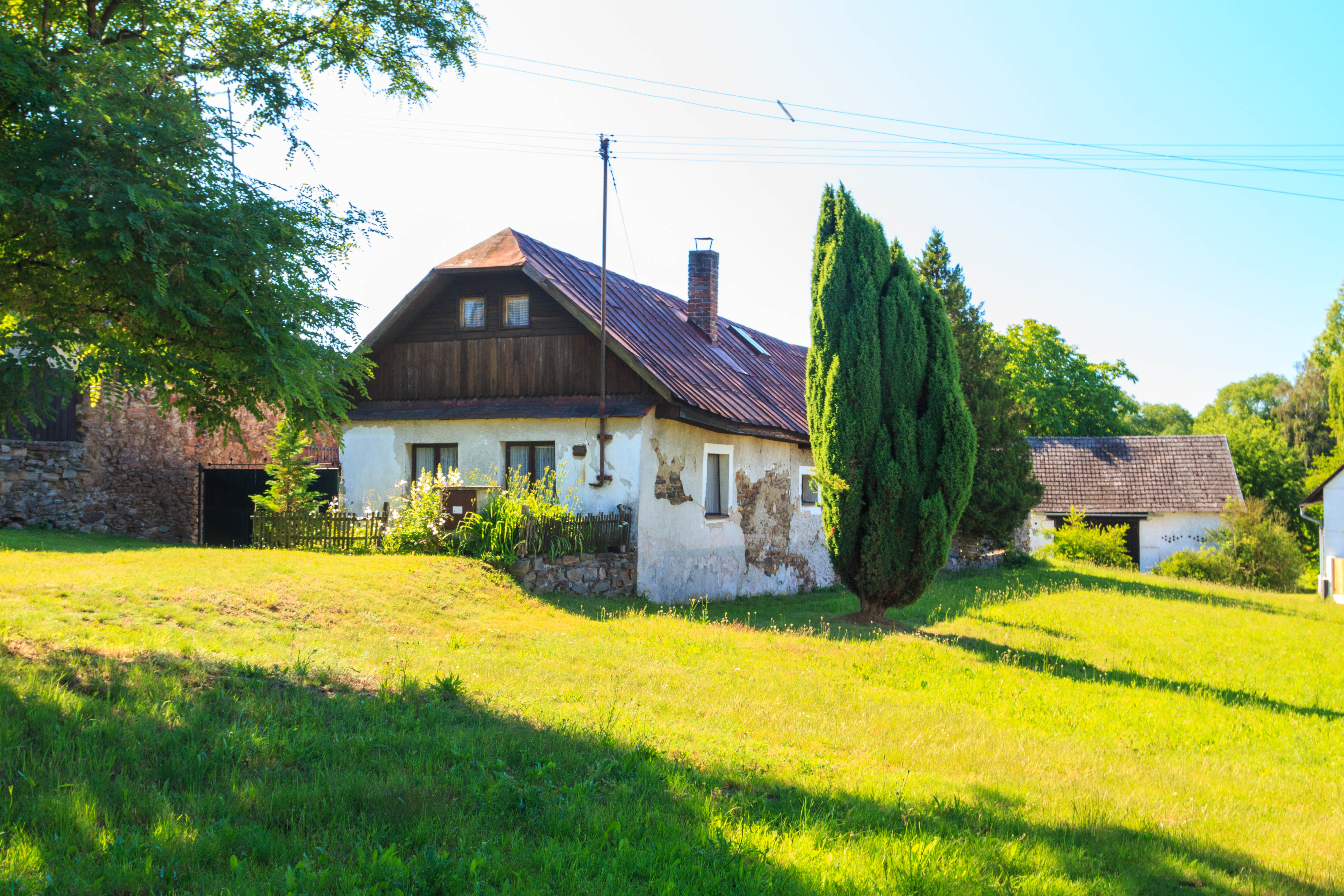
Frýdnava čp. 16
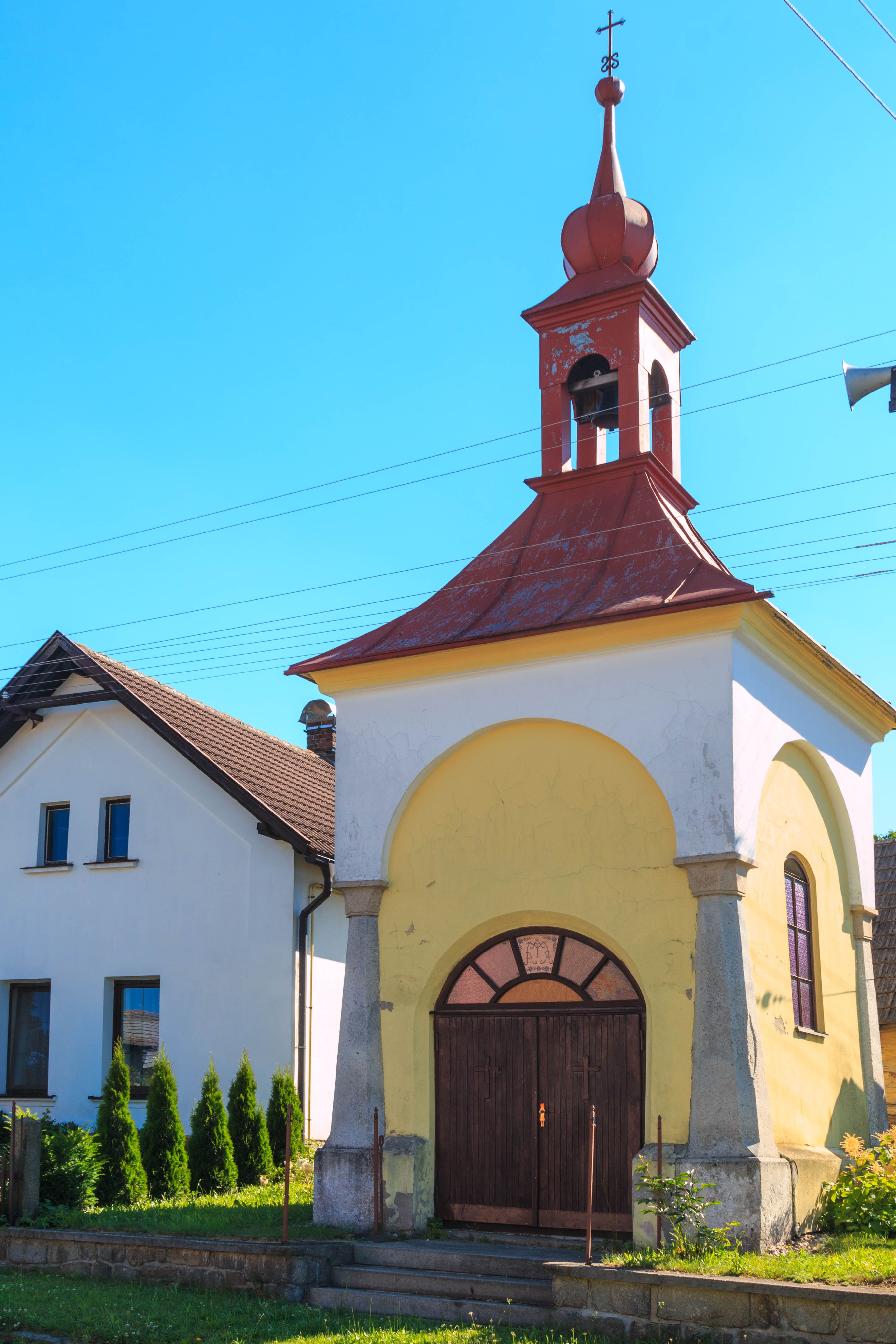
Kaple z roku 1792
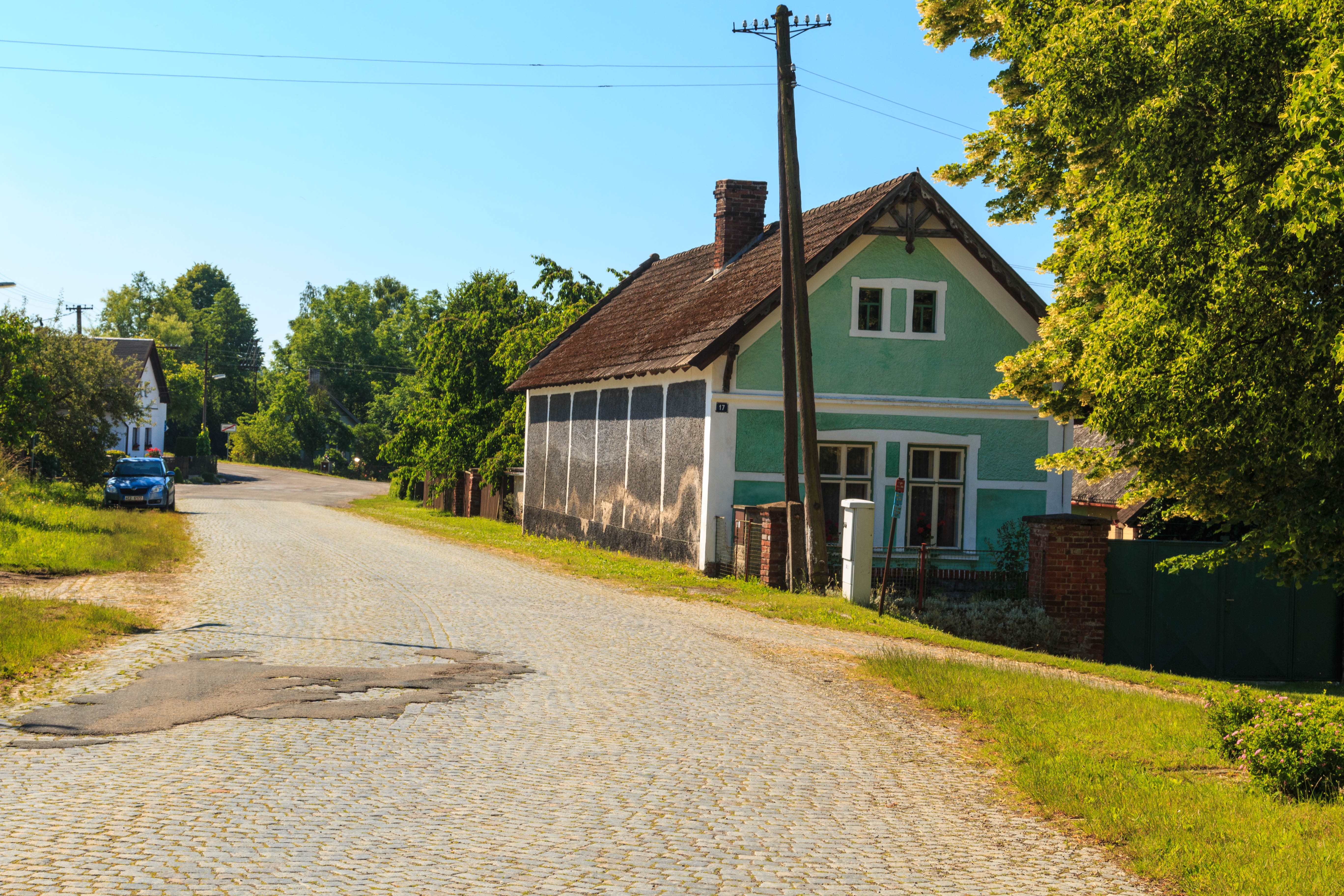
Frýdnava čp. 17
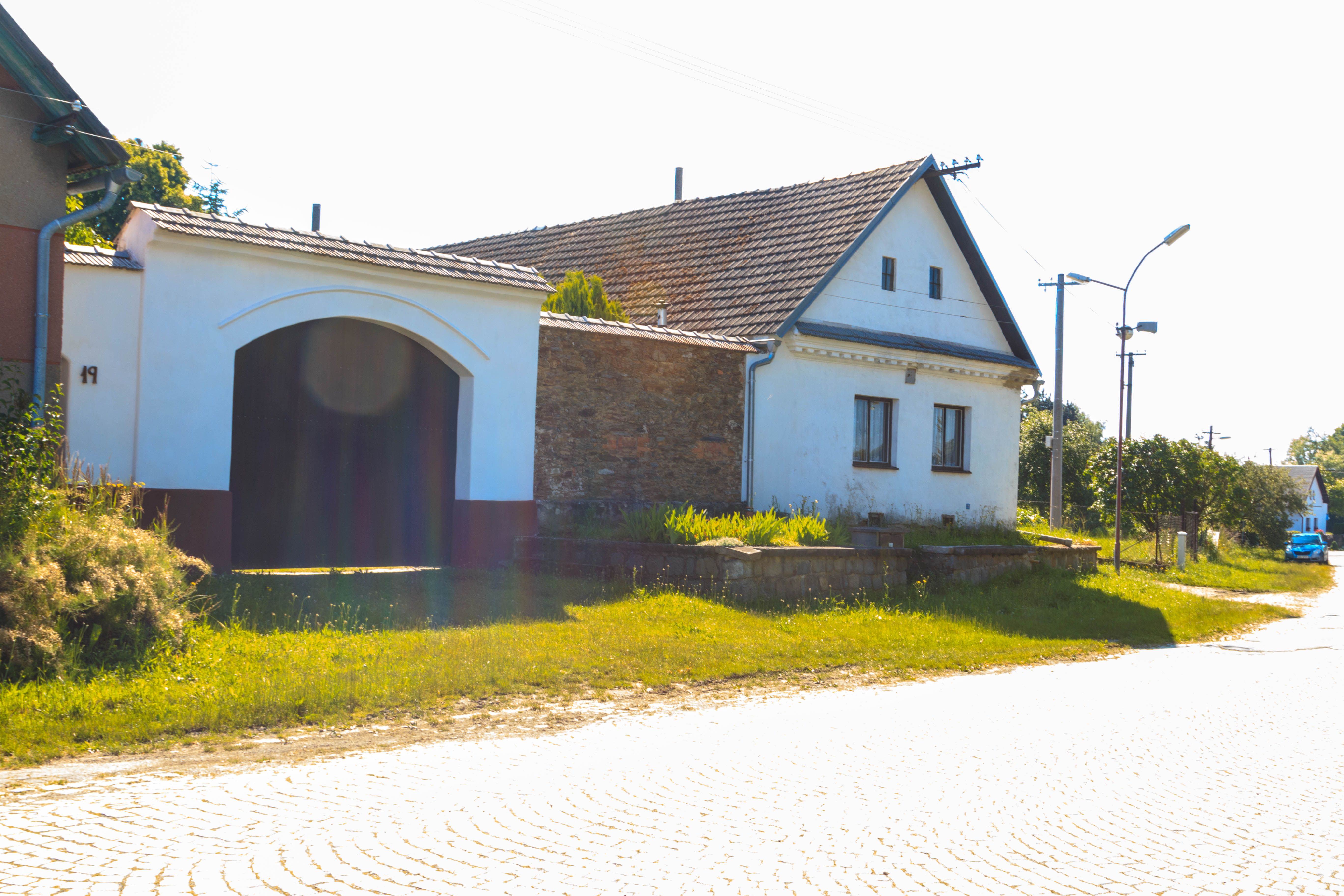
Frýdnava čp. 19
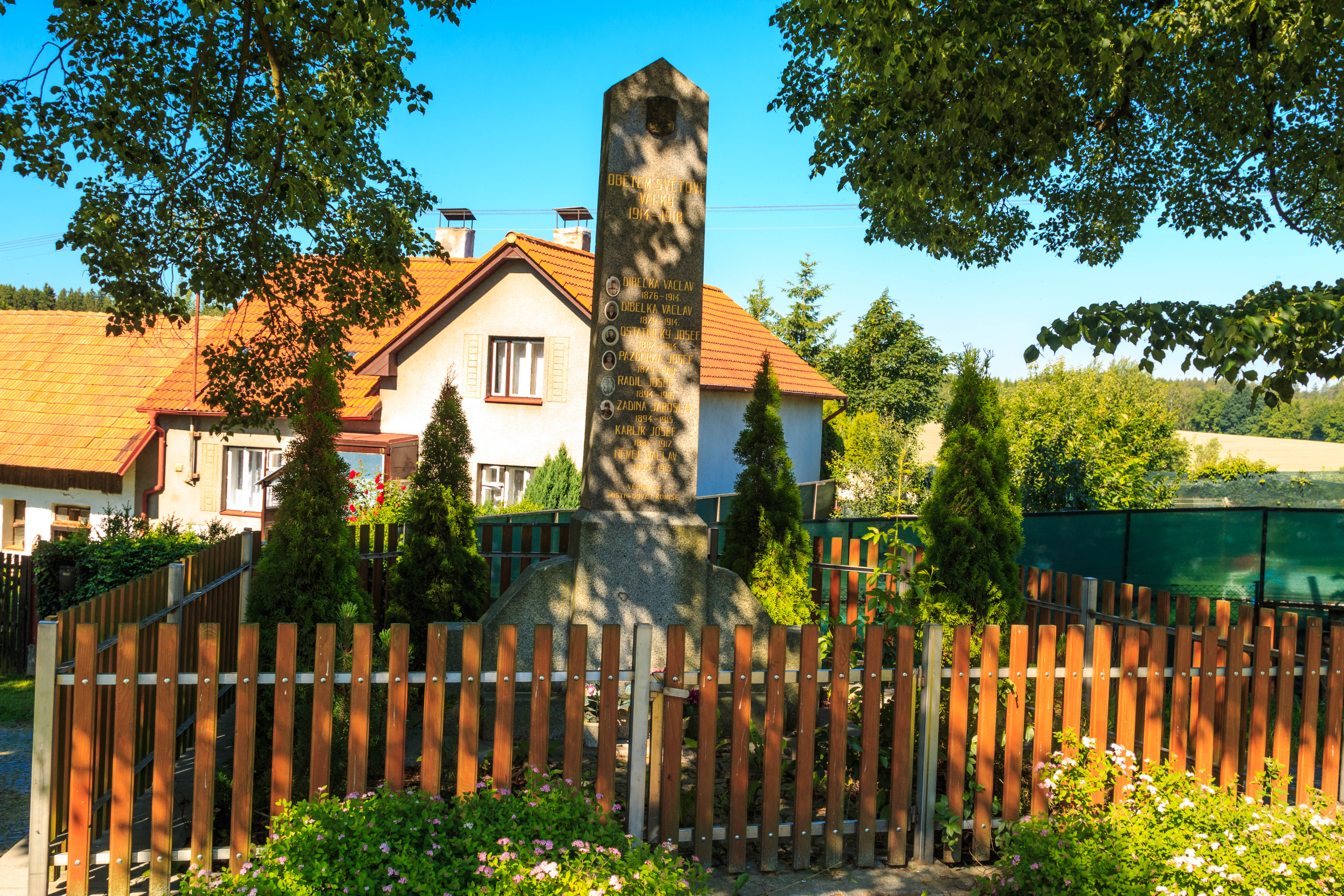
Frýdnava – pomník padlých

## Volební výsledky
Území obce tvoří volební okrsek Habry č. 2.
| Volby 2013         | Volby 2013                     | Volby 2013 | Volby 2013    | Volby 2013 |
| ------------------ | ------------------------------ | ---------- | ------------- | ---------- |
| Celkem hlasujících | Celkem hlasujících             | 59 ▲       | Volební účast | 68 % ▲     |
| Politický subjekt  | Politický subjekt              | Hlasů      | %             | Celostátně |
|                    | ČSSD                           | 18 ▲       | 31 % ▲        | 20,45 % ▼  |
|                    | ANO 2011                       | 13 ▲       | 22,41 % ▲     | 18,65 % ▲  |
|                    | KSČM                           | 9 ▼        | 15,51 % ▼     | 14,91 % ▲  |
|                    | Úsvit PDTO                     | 8 ▲        | 13,79 % ▲     | 6,88 % ▲   |
|                    | SPOZ                           | 3 ▼        | 5,17 % ▼      | 1,51 % ▼   |
|                    | Zelení                         | 2 ▲        | 3,44 % ▲      | 3,19 % ▲   |
|                    | ODS                            | 1 ▼        | 1,72 % ▼      | 7,72 % ▼   |
|                    | KDU-ČSL                        | 1 ▼        | 1,72 % ▼      | 6,78 % ▲   |
|                    | TOP 09                         | 1 ▲        | 1,72 % ▲      | 11,99 % ▼  |
|                    | DSSS                           | 1 ▲        | 1,72 % ▲      | 0,86 % ▼   |
|                    | Hlavu vzhůru – volební blok    | 1          | 1,72 %        | 0,42 %     |
| Volby 2017         |                                |            |               |            |
| Celkem hlasujících | Celkem hlasujících             | 59 ▬       | Volební účast | 74 % ▲     |
| Politický subjekt  | Politický subjekt              | Hlasů      | %             | Celostátně |
|                    | ANO 2011                       | 26 ▲       | 44 % ▲        | 29,64 % ▲  |
|                    | Piráti                         | 6 ▲        | 10 % ▲        | 10,79 % ▲  |
|                    | KDU-ČSL                        | 6 ▲        | 10 % ▲        | 5,80 % ▲   |
|                    | STAN                           | 5 ▲        | 8 % ▲         | 5,18 % ▲   |
|                    | SPD                            | 5 ▲        | 8 % ▲         | 10,64 % ▲  |
|                    | KSČM                           | 3 ▼        | 5 % ▼         | 7,76 % ▼   |
|                    | ČSSD                           | 3 ▼        | 5 % ▼         | 7,27 % ▼   |
|                    | Rozumní                        | 2 ▲        | 3 % ▲         | 0,72 % ▲   |
|                    | ODS                            | 1 ▲        | 2 % ▲         | 11,32 % ▲  |
|                    | Svobodní                       | 1 ▲        | 2 % ▲         | 1,56 % ▼   |
|                    | Zelení                         | 1 ▼        | 2 % ▼         | 1,46 % ▼   |
| Volby 2021         |                                |            |               |            |
| Celkem hlasujících | Celkem hlasujících             | 70 ▲       | Volební účast | 83 % ▲     |
| Politický subjekt  | Politický subjekt              | Hlasů      | %             | Celostátně |
|                    | ANO 2011                       | 26 ▬       | 37 % ▼        | 27,12 % ▼  |
|                    | Koalice SPOLU                  | 11 ▲       | 15,7 % ▲      | 27,79 % ▲  |
|                    | Koalice Piráti a Starostové    | 8 ▼        | 11 % ▼        | 15,62 % ▼  |
|                    | SPD                            | 15 ▲       | 21,4 % ▲      | 9,56 % ▼   |
|                    | KSČM                           | 3 ▬        | 4,3 % ▼       | 3,60 % ▼   |
|                    | ČSSD                           | 3 ▬        | 4,3 % ▼       | 4,65 % ▼   |
|                    | Trikolóra Svobodní Soukromníci | 2          | 2,9 % ▲       | 2,76 % ▲   |
|                    | Přísaha                        | 1          | 1,4 % ▲       | 4,68 % ▲   |
|                    | Zelení                         | 1 ▬        | 1,4 % ▼       | 0,99 % ▼   |

| Volby 2013 – první kolo | Volby 2013 – první kolo | Volby 2013 – první kolo | Volby 2013 – první kolo | Volby 2013 – první kolo |
| ----------------------- | ----------------------- | ----------------------- | ----------------------- | ----------------------- |
| Celkem hlasujících      | Celkem hlasujících      | 65                      | Volební účast           | 73,86 %                 |
| Kandidát                | Kandidát                | Hlasů                   | %                       | Celostátně              |
|                         | Miloš Zeman             | 25                      | 39,68 %                 | 24,21 %                 |
|                         | Jiří Dienstbier         | 16                      | 25,39 %                 | 16,12 %                 |
|                         | Vladimír Franz          | 10                      | 15,87 %                 | 6,84 %                  |
|                         | Jan Fischer             | 5                       | 7,93 %                  | 16,35 %                 |
|                         | Karel Schwarzenberg     | 2                       | 3,17 %                  | 23,40 %                 |
|                         | Taťana Fischerová       | 4                       | 6,34 %                  | 3,23 %                  |
|                         | Zuzana Roithová         | 1                       | 1,58 %                  | 4,95 %                  |
| Volby 2013 – druhé kolo |                         |                         |                         |                         |
| Celkem hlasujících      | Celkem hlasujících      | 70 ▲                    | Volební účast           | 76,92 % ▲               |
| Kandidát                | Kandidát                | Hlasů                   | %                       | Celostátně              |
|                         | Miloš Zeman             | 61 ▲                    | 88,40 % ▲               | 54,80 % ▲               |
|                         | Karel Schwarzenberg     | 8 ▲                     | 11,59 % ▲               | 45,20 % ▲               |
| Volby 2018 – první kolo |                         |                         |                         |                         |
| Celkem hlasujících      | Celkem hlasujících      | 66 ▼                    | Volební účast           | 80,49 % ▲               |
| Kandidát                | Kandidát                | Hlasů                   | %                       | Celostátně              |
|                         | Miloš Zeman             | 39                      | 60 %                    | 38,56 %                 |
|                         | Jiří Drahoš             | 13                      | 20 %                    | 26,60 %                 |
|                         | Marek Hilšer            | 9                       | 13,84 %                 | 8,83 %                  |
|                         | Michal Horáček          | 2                       | 3,07 %                  | 9,18 %                  |
|                         | Mirek Topolánek         | 2                       | 3,07 %                  | 4,30 %                  |
| Volby 2018 – druhé kolo |                         |                         |                         |                         |
| Celkem hlasujících      | Celkem hlasujících      | 68 ▲                    | Volební účast           | 80 %                    |
| Kandidát                | Kandidát                | Hlasů                   | %                       | Celostátně              |
|                         | Miloš Zeman             | 50 ▲                    | 73,52 % ▲               | 51,36 % ▲               |
|                         | Jiří Drahoš             | 18 ▲                    | 26,47 % ▲               | 48,63 % ▲               |